# Delta Persei
Delta Persei (δ Per / 39 Persei / HD 22928) es una estrella en la constelación de Perseo de magnitud aparente +2,99. Se encuentra a 528 años luz del sistema solar y probablemente es miembro del cúmulo de Alfa Persei, cuyo astro más brillante es Mirfak (α Persei).
Delta Persei es una gigante azul de tipo espectral B5III. Con una temperatura superficial de 13.800 K, tiene una luminosidad 3400 veces mayor que la del Sol y un diámetro 10 veces más grande que el de éste.
Al igual que otras estrellas calientes, rota a gran velocidad —igual o superior a 255 km/s—, completando una vuelta en menos de dos días.
Su masa aproximada es de 6,5 masas solares y su edad se estima en 50 millones de años; habiendo terminado la fusión de su hidrógeno, está en fase de evolución hacia una gigante roja de tamaño mucho mayor.
Catalogada como estrella variable Gamma Cassiopeiae, su brillo fluctúa apenas 0,05 magnitudes; estas variables, tipificadas por Tsih (γ Cassipoeiae), son variables eruptivas que, debido a la rápida rotación, pierden masa estelar de su zona ecuatorial.
A 102 segundos de arco de Delta Persei se puede observar una tenue estrella de magnitud +10,4, siendo cuestionable si está físicamente relacionada con ella. Si fuera así, la distancia entre ambas sería de al menos 16.000 UA.